# Казанова, Даниель
Даниель Казанова (настоящие имя и фамилия — Винчентелла Перини) (фр. Danielle Casanova; 9 января 1909, Аяччо, Корсика — 9 мая 1943, Освенцим) — французский политик, коммунистка, участница французского Движения Сопротивления в годы Второй мировой войны. Основатель Союза девушек Франции (Union des jeunes filles de France), председательница молодежной секции Французской коммунистической партии. Героиня французского Сопротивления.

## Биография
Родилась в семье учителя. В 1927 году приехала в Париж изучать медицину. Принимала активное участие в левом студенческом движении. Тогда же встретила своего будущего мужа Лорана Казанова, также левого активиста. В 1932 году была избрана членом ЦК организации Коммунистическая молодёжь. В 1933 году вступила во Французскую коммунистическую партию, в 1936 г. — возглавила Союз девушек Франции. В 1935 г. принимала участие в конгрессе Коммунистического интернационала молодёжи в Москве, на котором была избрана членом его исполкома.
После оккупации Франции гитлеровской Германией (лето 1940) Д. Казанова — один из организаторов антифашистского Сопротивления. Участвовала в формировании подпольных боевых организаций «батальонов молодёжи» и отрядов партизан. Была членом редколлегии подпольных коммунистических изданий прессу, издавала нелегальную газету «Voix de femme» («Голос женщин») и «Pensée Libre» («Свободная мысль»), после ареста П. Ланжевена организовывала антигерманские демонстрации.
15 февраля 1942 года арестована гестапо. 24 января 1943 года отправлена в концлагерь Освенцим. В лагере была дантистом.
Скончалась от тифа в концлагере Освенцим.

## Память
- Именем Д. Казанова названы улица Парижа и морской пассажирский лайнер.
- В 1962 году почта ГДР выпустила почтовую марку, посвящённую Д. Казанова